# Candy Crush Saga
Candy Crush Saga är ett pusselspel producerat av det svenska företaget King. Spelet fanns först endast på Kings hemsida men släpptes på Facebook den 12 april 2012. Det portades 14 november 2012 till IOS, Android, Fire OS, Windows Phone och Tizen. I december 2013 hade Candy Crush Saga totalt på alla plattformar i genomsnitt 93 miljoner spelare om dagen. I början av 2016 såldes King, mycket tack vare framgångarna med Candy Crush, till Activision Blizzard för 5,9 miljarder dollar.
En del i spelets framgång är Kings arbete med dataanalys. Företaget registrerar alla drag från spelarna och anpassar därefter spelet efter hur det går. Bland annat har överdrivet svåra banor gjorts lättare för att inte spelare ska ge upp och sluta spela. King har även fått stora inkomster från folk som betalat för att komma vidare i spelet. Under 2014 spenderade Candy Crush Saga-spelare sammanlagt 11,5 miljarder kronor på mikrotransaktioner inne i spelet . 

## Spelmekanik
Spelet går ut på att man löser uppdrag genom att flytta på karameller. Genom att byta plats på två karameller ska man få tre eller fler av samma färg att hamna i rad, antingen vågrätt eller lodrätt. Blir det tre i rad försvinner dessa och inget mer händer, men om det blir fler belönas man med specialkarameller. Får man fyra i rad skapas en randig karamell som vid aktivering skjuter bort alla karameller på en viss rad eller kolumn (beroende på vilket håll ränderna går åt). Har man sådan tur att man lyckas få fem i rad blir det en ”färgbomb”, en färgglad punschknapp, som har förmågan att ta bort samtliga karameller av den färg den kombineras med. Om fem likadana hamnar i vinkel eller en T-form skapas en inslagen karamell som kan smälla bort sina åtta grannar. När två specialkarameller kombineras med varandra sker ännu kraftfullare saker; exempelvis förvandlar en färgbomb kombinerad med en grön randig karamell alla andra gröna till randiga.

Fyra i rad ger randiga karameller. I detta fall blir ränderna vågräta eftersom förflyttningen sker i sidled.
Fem bitar i vinkel ger en inslagen karamell.
Fem i rad ger en färgbomb.